# 半线
半线是臺灣彰化市的古名，源自平埔原住民族巴布薩族（Babuza）的社名音譯，該社位於今日彰化市光南里一帶。彰化早期的平埔族以巴布薩族和洪雅族（Hoanya）為主，當時共有十社，其中七社屬於巴布薩族，三社屬於洪雅族。
半线原属诸罗县（縣治為今嘉義市）北部地区，清雍正元年（公元1723年）在半线新置彰化县。